# Kylie Bisutti
Kylie Bisutti, née Kylie Ann Ludlow le 31 mars 1990 à Simi Valley (Californie) aux États-Unis, est une mannequin américaine.

## Biographie

### Enfance
Elle grandit à Las Vegas où son père est croupier et sa mère femme de ménage. 
Elle passe son premier casting à l'âge de huit ans, à Twin Falls. On lui offre la possibilité de partir pour la Californie afin de rencontrer d'importants clients. Elle doit cependant décliner cette offre, les revenus modestes de sa famille ne lui permettant pas de payer les frais de déplacement.
À l'âge de quatorze ans, elle signe un contrat avec l'une des plus grandes agences de mannequins de Las Vegas : The Envy Agency. Elle défile alors régulièrement au Fashion Show Mall. Son agence l'envoie en Thaïlande durant l'été, afin qu'elle acquière de l'expérience. Elle souffre alors d'hypoglycémie et décide, au bout de quelques semaines, de ne pas continuer son séjour à l'étranger et rentre aux États-Unis.
À l'âge de quinze ans, des amis l'invitent à une fête catholique, ce qui la pousse à donner une grande place à la religion dans sa vie. L'année d'après, elle décide de partir pour New York afin de tenter une carrière de mannequin d'envergure internationale. Elle s'installe alors en collocation avec d'autres mannequins en devenir. Elle raconte dans son livre que l'une d'entre elles était boulimique.
En 2006, alors qu'elle n'est âgée que de seize ans, on la pousse à poser seins nus.

### Carrière
En 2009, elle remporte parmi 10 000 candidates le Victoria's Secret Model Search, un concours organisé par la marque de lingerie Victoria's Secret qui lui permet de défiler pour eux cette année-là et d'effectuer une séance photo pour leur ligne de bikinis. Contrairement à ce qui a pu être lu dans les médias, elle n'a jamais fait partie des égéries de la marque, les Anges,. Quelques semaines après sa victoire, elle signe avec l'agence de mannequins One Management, puis avec IMG Models.
En 2010, elle pose pour Maxim puis en avril 2011, elle fait la couverture de FHM,.
En 2012, elle annonce se retirer du mannequinat car ce n'est pas approprié par rapport à sa religion,. 2013, elle publie un livre,  I'm No Angel : From Victoria's Secret Model to Role Model, sur son parcours à l'intérieur du monde de la mode et de Victoria's Secret, où elle dénonce un certain nombre de problèmes tels que la drague, les régimes ou la boulimie,. Elle lance également sa marque de prêt-à-porter : God Inspired Fashion,.
Même si elle a mis sa carrière de côté, elle ne l'a pas complètement arrêtée. En effet, elle pose en 2012 pour la marque de prêt-à-porter Kohl's avec Jennifer Lopez. On lui a proposé d'apparaître dans le magazine Sports Illustrated, offre qu'elle a déclinée.

### Vie privée
Elle a quatre enfants : trois garçons (nés en 2014, 2015 et 2017) et une fille (née en 2019).